# Anii 1870 în film
- Anii 1870 în cinematografie — Anii 1880 în cinematografie

În anii 1870 au avut loc mai multe evenimente în industria filmului:

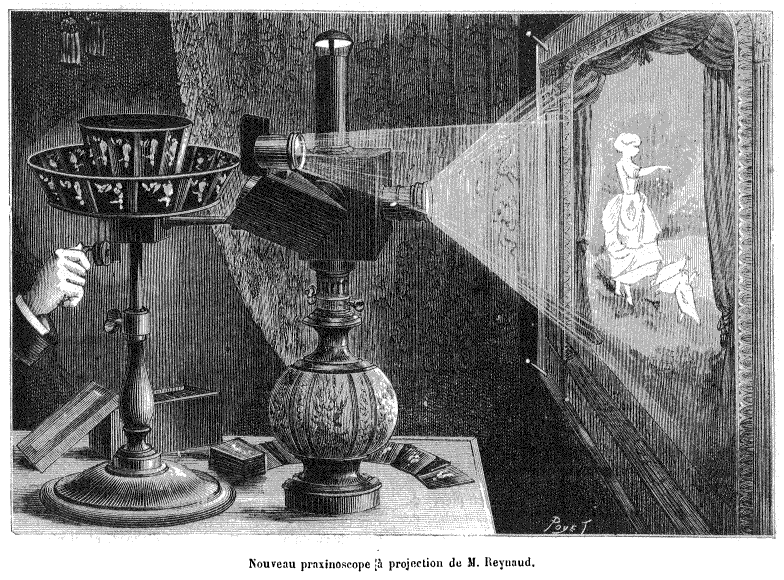
Praxinoscope

- Anii 1870: Inventorul francez Charles-Émile Reynaud îmbunătățește dispozitivul Zoetrope prin introducerea unor oglinzi în centrul tamburului.  El a numit noua invenție Praxinoscope.
- 1878: Omul de afaceri american Leland Stanford îl angajează pe fotograful britanic Eadweard Muybridge să-l ajute să câștige pariul privind existența momentului în care toate picioarele calului sunt în aer. Muybridge a reușit să probeze, cu un singur negativ fotografic reprezentând galopul armăsarului Occident al lui Stanford, rezultând o animație redată de aparatul inventat de Muybridge numit zoopraxiscop.
- 1879: Americanul George Eastman inventează o mașină de emulsie-acoperire care permite producția în masă de plăci uscate fotografice.

## Nașteri

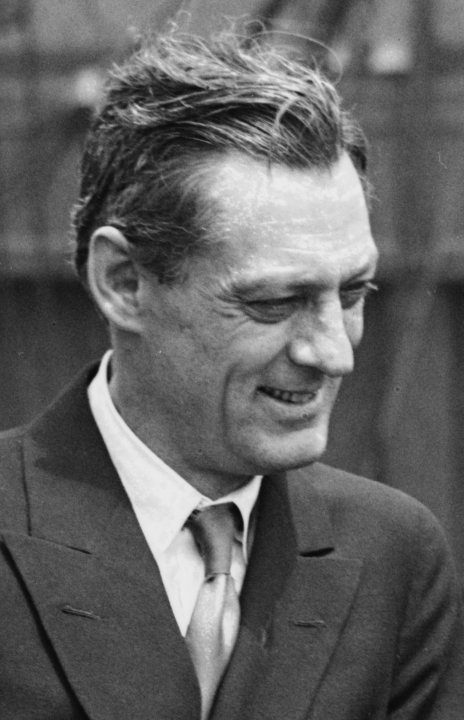
Lionel Barrymore

- 13 martie 1870 – Henri Étiévant, actor francez, regizor (d. 1953)
- 21 aprilie 1871 – Jaro Fürth,  actor austriac (d. 1945)
- 23 martie 1871 – Heinrich Schroth, actor german (d. 1945)
- 30 mai 1871 -  Olga Engl, actriță austriacă (d. 1946)
- 7 martie 1873 - Madame Sul-Te-Wan, actriță americană (d. 1959)
- 23 decembrie 1874 - Viggo Wiehe, actor danez (d. 1956)
- 22 ianuarie 1875 -  D. W. Griffith, producător de film, american (d. 1948)
- 19 martie 1875 - George Pearson, producător de film, englez (d. 1973)
- 12 septembrie 1875 – Matsunosuke Onoe, actor japonez (d. 1926)
- 12 aprilie 1878 - Lionel Barrymore, actor american (d. 1954)
- 15 august 1879 - Ethel Barrymore, actriță americană (d. 1959)
- 15 octombrie 1879 – Jane Darwell, actriță americană (d. 1967)
- 4 noiembrie 1879 – Will Rogers, actor american și comic (d. 1935)
- 15 noiembrie 1879 – Lewis Stone, actor american (d. 1953)
- 27 decembrie 1879 - Sydney Greenstreet, actor englez (d. 1954)